# Папараці

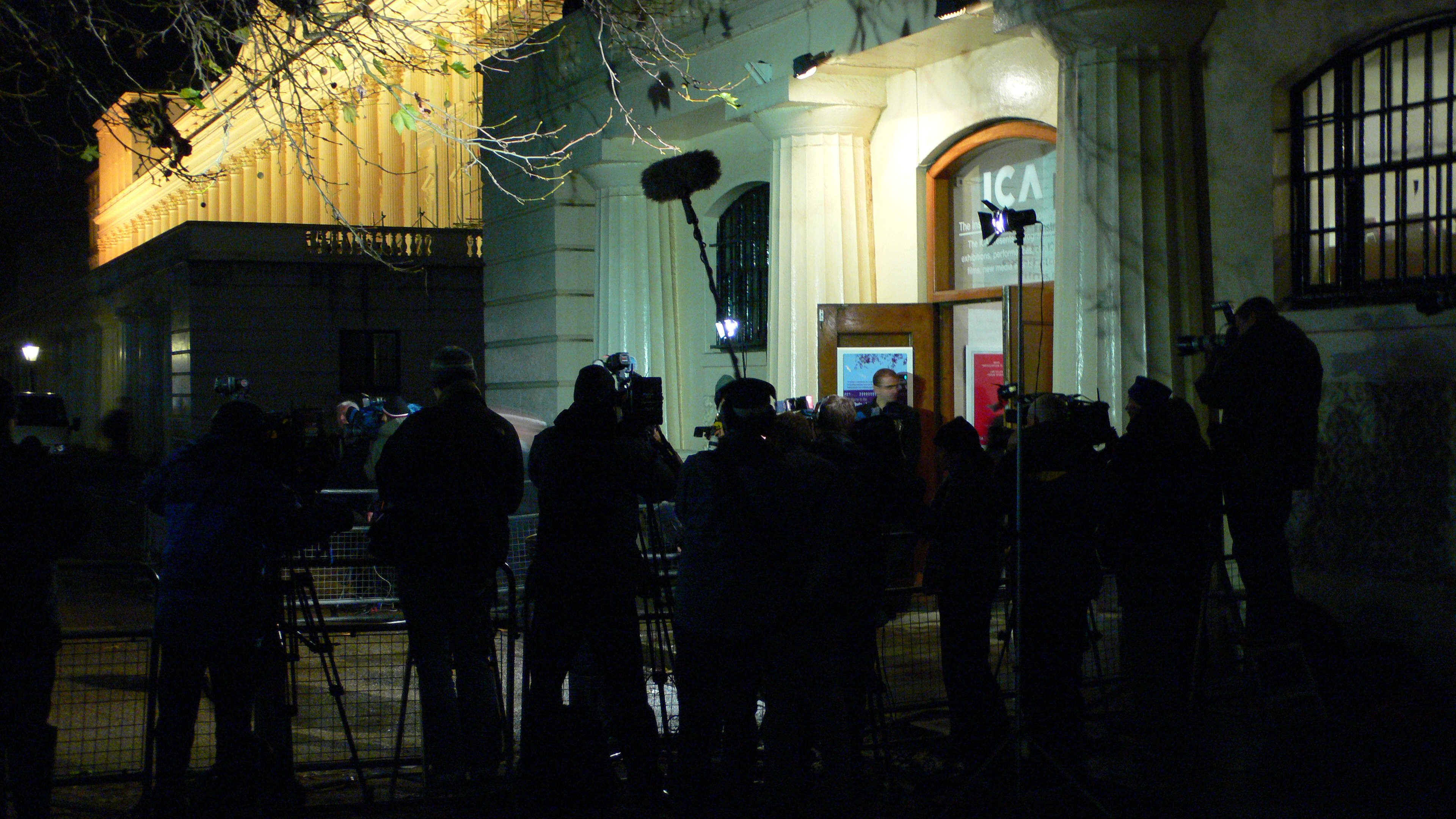
Папараці чекають на появу знаменитості.

Папараці (італ. Paparazzi) — фоторепортери, які знімають знаменитостей потай і без їхньої згоди.

## Етимологія терміна
В італійській мові слово paparazzo означає — «надокучливий комар». У значенні «фотографа» почало вживатися після виходу у 1960 році фільму Федеріко Фелліні «Солодке життя», у головного героя якого був друг, надокучливий фотограф Папараццо. Його прототипом став відомий італійський фотограф і друг Фелліні — Таціо Секкьяролі, а саме прізвище — Папараццо — режисер запозичив у одного зі своїх шкільних товаришів, якого прозвали «папараццо» за те, що він дуже швидко розмовляв.
Пізніше слово папарацо, що вживалося в однині, для більш зручної вимови замінили на форму множини — папараці. В такій формі воно увійшло до інших мов і стало використовуватися для позначення фотографів, що переслідують знаменитостей заради компрометуючих знімків.

## Законодавче регулювання
Статтею 32 Конституції України проголошено, що ніхто не може втручатися в його особисте і сімейне життя, крім випадків, чітко передбачених Конституцією, — в інтересах національної безпеки, економічного добробуту та прав людини.
Законом прямо заборонено використання друкованих засобів масової інформації для втручання в особисте життя громадян, посягання на їх честь та гідність. Якщо ж таке трапилося - кожному гарантується право вимагати спростування недостовірної інформації про себе і членів своєї родини, вилучення такої інформації та відшкодування моральної і матеріальної шкоди, завданої її поширенням.
Подібні закони існують і в законодавствах інших країн. Приміром, у вересні 2012 року паризький суд постановив стягнути з французьких журналістів 2000 євро компенсації за публікацію особистих фотографій президента Франції Франсуа Олланда і його дружини Валері Тріервейлер у купальних костюмах. У суд на видання, яке надрукувало знімки, подала особисто пані Тріервейлер. Вона стверджувала, що фото були вкрадені і не призначалися для широкого огляду.

## Скандали за участі папараці
Загибель Принцеси Діани 1997 року теж пов’язували з папараці, які нібито переслідували її машину і спровокували аварію, в результаті якої вона загинула. Декількох папараці було навіть арештовано, але жодних прямих доказів їх вини не знайшли. Однак брат Діани, граф Спенсер, продовжив звинувачувати папараці і бульварні видання в її загибелі.